# (559) Нанон
(559) Нанон (нем. Nanon) — астероид главного пояса, который принадлежит к спектральному классу C. Он был открыт 8 марта 1905 года немецким астрономом Максом Вольфом в Обсерватории Хайдельберг-Кёнигштуль и назван в честь одноимённой оперетты Рихарда Жене.